# Hyde Park Corner

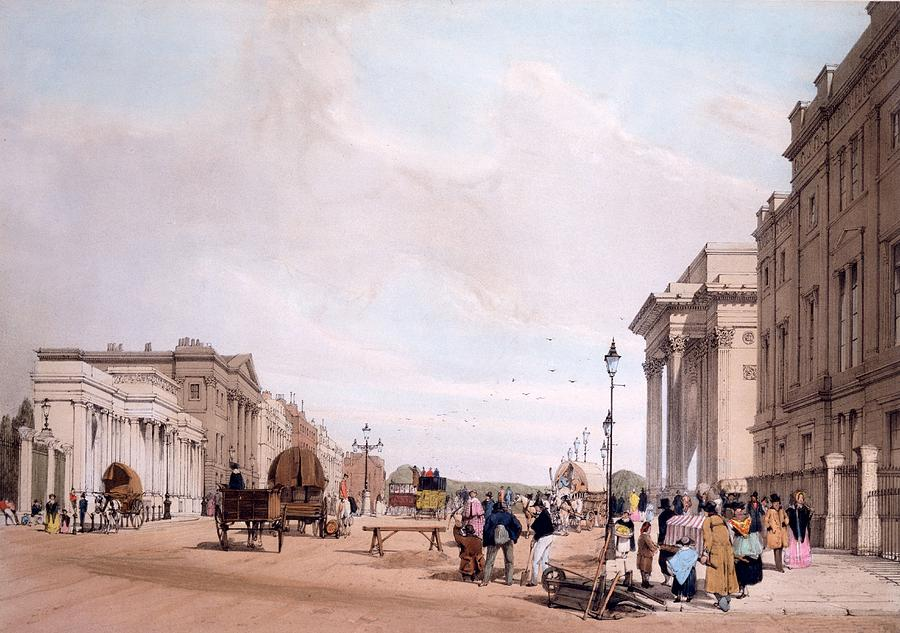
Hyde Park Corner em 1842

Hyde Park Corner é uma praça importante de Londres. Está situada na Cidade de Westminster. A praça se encontra no sudeste do Hyde Park, de quem toma o nome. É um importante cruzamento de estradas, de onde convergem as ruas de Park Lane, Knightsbridge, Piccadilly, Grosvenor Square e Constitution Hill. Há também um túnel de via sob a praça, conectando Knightsbridge a Piccadilly.
No centro do cruzamento existe um grande espaço verde, em meio do qual há o Arco de Wellington. Há três memoriais próximos do arco; o Royal Artillery Memorial, o Australian War Memorial e o New Zealand War Memorial, dedicados aos soldados do regimento Royal Artillery e dos países da Austrália e Nova Zelândia que faleceram na Primeira e na Segunda Guerra Mundial.